# Operación Varsity Blues: Fraude universitario en EE. UU.
Operación Varsity Blues: Fraude universitario en EE. UU. es una película documental estadounidense sobre el escándalo de corrupción en admisiones universitarias del 2019. La película está protagonizada por Matthew Modine como Rick Singer y presenta recreaciones y entrevistas con personas reales involucradas en el escándalo.

## Producción
La producción tuvo lugar en 2020. Debido a la pandemia de COVID-19, la producción se retrasó.

## Lanzamiento
El documental fue lanzado en Netflix el 17 de marzo de 2021. El documental fue una de las diez películas más vistas en Netflix.

## Recepción
En Rotten Tomatoes el documental tiene un índice de aprobación del 88%. La actuación de Matthew Modine fue bien recibida por la revista Salon que escribió que su actuación era una «interpretación convincente de la intensa fisicalidad de Singer». Clarie McNear, de The Ringer, pensó que el documental era «delicioso» aunque no logró «cubrir mucho terreno nuevo». Kelly Lawler de USA Today pensó que el documental «carece de singularidad en su narrativa formal».

## Demanda
El 6 de abril de 2021, Netflix fue demandado por difamación por John B. Wilson y su familia. La familia Wilson alega que el documental los tergiversó al retratarlos como culpables y cómplices del escándalo.
 